# 児童指導員
児童指導員（じどうしどういん）とは、児童養護施設及び児童福祉施設の現場において、主に父母等に代わって児童（18歳未満の者）を監護する場合において代替的役割を果たしている職である。

## 概要
児童指導員の職に就くには、児童指導員に任用される資格（任用資格）を有していなければならない。
一般に保育士と仕事の内容は同じであることが多い。以前は女性は保母、男性は児童指導員という分け方があった。

## 児童指導員任用資格
児童指導員任用資格を取得するためには、児童指導員養成学校を卒業する、大学等の指定の学部・研究科・学科・専攻を卒業する、などの方法がある（下記項目を参照）。任用資格のため、資格認定試験や資格証明書といったものが存在せず、大学等の卒業証書・学位記をもって児童指導員任用資格の取得証明とされる。したがって、知らない間に児童指導員任用資格を取得している場合がある。
児童指導員は社会福祉主事や児童福祉司等同様、その名称の職に就いたとき初めて効力が発生する。つまり児童福祉施設や児童相談所等で、児童指導員として採用され勤務している期間のみ、児童指導員を名乗ることができる。それに対し保育士は、名称独占の資格であるため、資格試験に合格し都道府県の保育士登録名簿に登録されれば、たとえ会社員やフリーターであっても保育士と名乗ることができる。

## 児童指導員任用資格の取得要件
児童指導員になるには以下のいずれかに該当する必要がある。
1. 都道府県知事の指定する児童福祉施設の職員を養成する学校その他の養成施設を卒業
2. 社会福祉士
3. 精神保健福祉士
4. 学校教育法規定の大学または大学院で社会福祉・心理・教育・社会のいずれかに関する学部・研究科・学科・専攻を卒業
5. 幼稚園・小学校・中学校・高等学校のいずれかの教諭の免許状を授与され、教諭となる資格を有する者、すなわち失効状態になっていない免許状を有する者（学校種や教科は不問）
6. 児童福祉施設での実務経験者（高卒以上2年、その他3年）（児童指導員任用資格の資格制度ができる前から、児童福祉施設に勤務していた職員に対する経過措置）

## 職務
児童福祉法に定められた児童養護施設や乳児院、障害児入所施設、児童相談所、放課後等デイサービス等において、児童の自立促進や生活指導等の援助を行う。